# Масая (департамент)
Маса́я (исп. Masaya) — один из департаментов Никарагуа.

## География
Находится в центральной части Никарагуа и с площадью в 610,78 км² является самым маленьким департаментом страны. Численность населения его составляет 348 254 человека (перепись 2012 года). Плотность населения — 570,18 чел./км² — это самый густонаселённый департамент. Административный центр — город Масая.
Граничит на северо-востоке с департаментом Манагуа, на юге с департаментом Карасо, на востоке с департаментом Гранада.

## Административное деление
В административном отношении территория департамента Масая разделена на 9 муниципалитетов:
1. Катарина
2. Ла-Консепсьон
3. Масатепе
4. Масая
5. Нандасмо
6. Никиноомо
7. Ниндири
8. Сан-Хуан-де-Орьенте
9. Тисма

## Экономика
Основой экономики департамента является сельское хозяйство. На плантациях выращиваются табак, маис, сахарный тростник, джут.